# Bonte zanger
De bonte zanger (Mniotilta varia) is een zangvogel uit de familie Parulidae (Amerikaanse zangers).

## Kenmerken
Deze vogel heeft een zwart-wit verenkleed en een lange snavel. De roep is een hoge fluittoon. De lichaamslengte bedraagt 11,5 tot 14 cm.

## Leefwijze
Zijn voedsel bestaat voornamelijk uit insecten, die hij met zijn lange snavel uit schorsspleten pulkt.

## Verspreiding en leefgebied
Deze vogel broedt in Canada en het oosten van de Verenigde Staten en overwintert in het zuiden, tot in het noorden van Zuid-Amerika.
Eind september 2023 werd de vogel rond Heist aangetroffen.